# Сафроненко, Галина Деонисьевна
Галина Деонисьевна Сафроненко (3 апреля 1912 — 1989) — советский врач-акушер-гинеколог и организатор медицины, доктор медицинских наук (1973). Заслуженный врач Украинской ССР (1964). Герой Социалистического Труда (1969).

## Биография
Родилась 3 апреля 1912 года в городе Ростов-на-Дону Области Войска Донского.
В 1935 году окончила Ростовский медицинский институт. С 1935 по 1944 годы работала — акушером-гинекологом и заведующей акушерско-гинекологическим отделением в Киргизской ССР.
С 1944 года в период Великой Отечественной войны, переехала в город Херсон, Украинской ССР, где работала — заведующей гинекологическим и родильным отделениями Херсонской городской больницы №2.
С 1953 по 1984 годы — главный акушер-гинеколог Херсонского областного отдела здравоохранения. Будучи главным акушером-гинекологом, Г. Д. Сафроненко внесла существенный вклад в развитие системы здравоохранения Херсонской области.  Г. Д. Сафроненко создала одну из лучших региональных акушерско-гинекологических служб на Украинской ССР, организовав сеть специализированных отделений, школ материнства, кабинетов подготовки к родам и поставив работу на научную основу.
7 марта 1960 года Указом Президиума Верховного Совета СССР «за высокие трудовые достижения в области здравоохранения»  Г. Д. Сафроненко была награждена Орденом Ленина.
В 1964 году Г. Д. Сафроненко «за высокие достижения в области здравоохранения в Украинской ССР» была удостоена почётного звания — Заслуженный врач Украинской ССР.
4 февраля 1969 года  Указом Президиума Верховного Совета СССР «за большие заслуги в области охраны здоровья советского народа» Галина Деонисьевна Сафроненко была удостоена звания Героя Социалистического Труда с вручением Ордена Ленина и золотой медали «Серп и Молот».
В 1973 году Г. Д. Сафроненко успешно защитила диссертацию на соискание учёной степени доктора медицинских наук на тему: «Опыт организации и развития акушерско-гинекологической службы на Херсонщине». Г. Д. Сафроненко выполнила свыше 10 тысяч операций, она автор свыше — 80 научных работ. Под её руководством 7 человек стали кандидатами медицинских наук и более 200 — врачами высшей и первой категории.
Помимо основной деятельности Г. Д. Сафроненко неоднократно избиралась депутатом Херсонского областного Совета народных депутатов. С 1946 года возглавляла областное акушерско-гинекологическое общество.
Жила в городе Херсоне. Умерла 13 мая 1989 года, похоронена в Херсоне на Камышанском кладбище.

## Награды
- Медаль «Серп и Молот» (4.02.1969)
- Орден Ленина (7.03.1960, 4.02.1969)
- Орден Дружбы народов (26.06.1981)
- Медаль «За трудовое отличие» (16.10.1951)

### Звания
- Заслуженный врач Украинской ССР (1964)

## Память
- 10 апреля в городской клинической больнице им. А. и О. Тропиных состоялось торжественное открытие мемориальной доски в честь 100-летия со дня рождения Заслуженного врача УССР, доктора медицинских наук, Героя Социалистического Труда  Галины Денисовны Сафроненко.